# Partido Renovación Democrática (Brasil)
El Partido Renovación Democrática ( PRD ) (en portugués: Partido Renovação Democrática, PRD) es un partido político brasileño formado el 26 de octubre de 2022, a partir de la fusión de Patriota y el Partido Laborista Brasileño (PTB). La mencionada fusión fue aprobada por el Tribunal Superior Electoral (TSE) el 9 de noviembre de 2023.
Inicialmente, el nombre y logo del partido estaría formado por el término MAIS BRASIL (MÁS BRASIL), con el símbolo “+”, seguido del término Brasil, dando como resultado “ +Brasil ”. Sin embargo, durante la audiencia del TSE, el nombre MAIS BRASIL fue bloqueado, por lo que las autoridades del partido decidieron el nombre de "Partido Renovación Democrática".
Ambos partidos predecesores no lograron superar la cláusula electoral en las elecciones generales de 2022 . Con la fusión se suman los votos válidos de ambos partidos y la nueva asociación se considera un partido que ha superado la cláusula barrera. Con 1.334.561 afiliados en abril de 2024, es el tercer partido más grande del país.

## Historia
A partir de las elecciones generales de 2018, se estableció una cláusula de barrera progresiva para que los partidos políticos de Brasil tuvieran acceso a fondos partidistas y a propaganda electoral en televisión y radio.  Este año, el partido Patriota no superó el porcentaje mínimo para que los partidos tengan derecho a recursos y propaganda. En consecuencia, el partido incorporó el Partido Republicano Progresista (PRP). 
En 2022, Patriota y el Partido Laborista Brasileño (PTB) no alcanzaron la cláusula de barrera. En consecuencia, los partidos ya no tendrían acceso a los recursos de sus fondos y no tendrían derecho a propaganda electoral gratuita en televisión y radio.Así, las partes iniciaron negociaciones para una fusión. El 26 de octubre de 2022 la fusión fue aprobada por las convenciones nacionales de ambos partidos, con el requisito de que Roberto Jefferson y Eduardo Cunha no se integraran al nuevo partido, como una forma de distanciarse de la extrema derecha.    Se decidió, en ese momento, que el partido resultante de la fusión se llamaría Mais Brasil (Más Brasil) y que utilizaría el número 25.   
Miembros del PTB presentaron una objeción al proceso de fusión, alegando que el diputado Marcus Vinícius Neskau estaría presente, como presidente del PTB, en la reunión que trató la fusión del partido con Patriota . Habría sido destituido por orden de Alexandre de Moraes, en el marco de la investigación de noticias falsas, por lo que los impugnantes afirmaron que había un defecto en la constitución del partido. 
El 9 de noviembre de 2023, el Tribunal Superior Electoral (TSE) aprobó la fusión, pese a las objeciones.

## Nombre
Originalmente, para el registro del partido se eligió el nombre “Mais Brasil”, sin siglas. Sin embargo, en 2022, el TSE negó haber cambiado el nombre del Partido de la Mujer Brasileña a “Por Mais Brasil”, alegando que el nombre no distinguía su orientación político-ideológica y podía causar confusión entre los votantes, en relación con el Estado brasileño. Por lo tanto, como medida preventiva ante un posible rechazo del registro del nombre “Mais Brasil” por parte del TSE, el partido aprobó, en 2023, el nombre “Partido Renovação Democrática” (PRD) como denominación filial, en la que el TSE podría registrar el partido si rechazara el nombre “Mais Brasil”. 
El 9 de noviembre de 2023, el TSE juzgó el caso, aprobando la fusión, otorgando el registro del partido con el nombre “Partido Renovación Democrática” y la sigla “PRD”.

## Programa
El programa del partido define sus valores como: 
1. Consolidación de derechos individuales y colectivos;
2. Ejercicio democrático participativo y representativo;
3. Soberanía nacional;
4. La construcción de un orden social justo garantizado por la igualdad de oportunidades;
5. Respeto de los derechos humanos fundamentales;
6. Respeto por el pluralismo de ideas, culturas y etnias;
7. Lograr el desarrollo de manera armoniosa, con predominio del trabajo sobre el capital, buscando una distribución equilibrada de la riqueza nacional entre todas las regiones y clases sociales.

## Organización
Número de afiliados
| Fecha     | Afiliados | Crecimiento anual | Crecimiento anual |
| --------- | --------- | ----------------- | ----------------- |
| dec. 2023 | 1.334.088 | 1.334.088         | -                 |